# Sortavala
Sortavala (até 1918 Serdobol, em russo:  Сортавала, em carélio:  Sortavala; em sueco:  Sordavala) é uma cidade na República da Carélia, na Rússia, localizada na ponta norte do lago Ladoga. População: 19.235 (Censo de 2010); 21.131 (Censo de 2002); 22.579 (Censo de 1989).

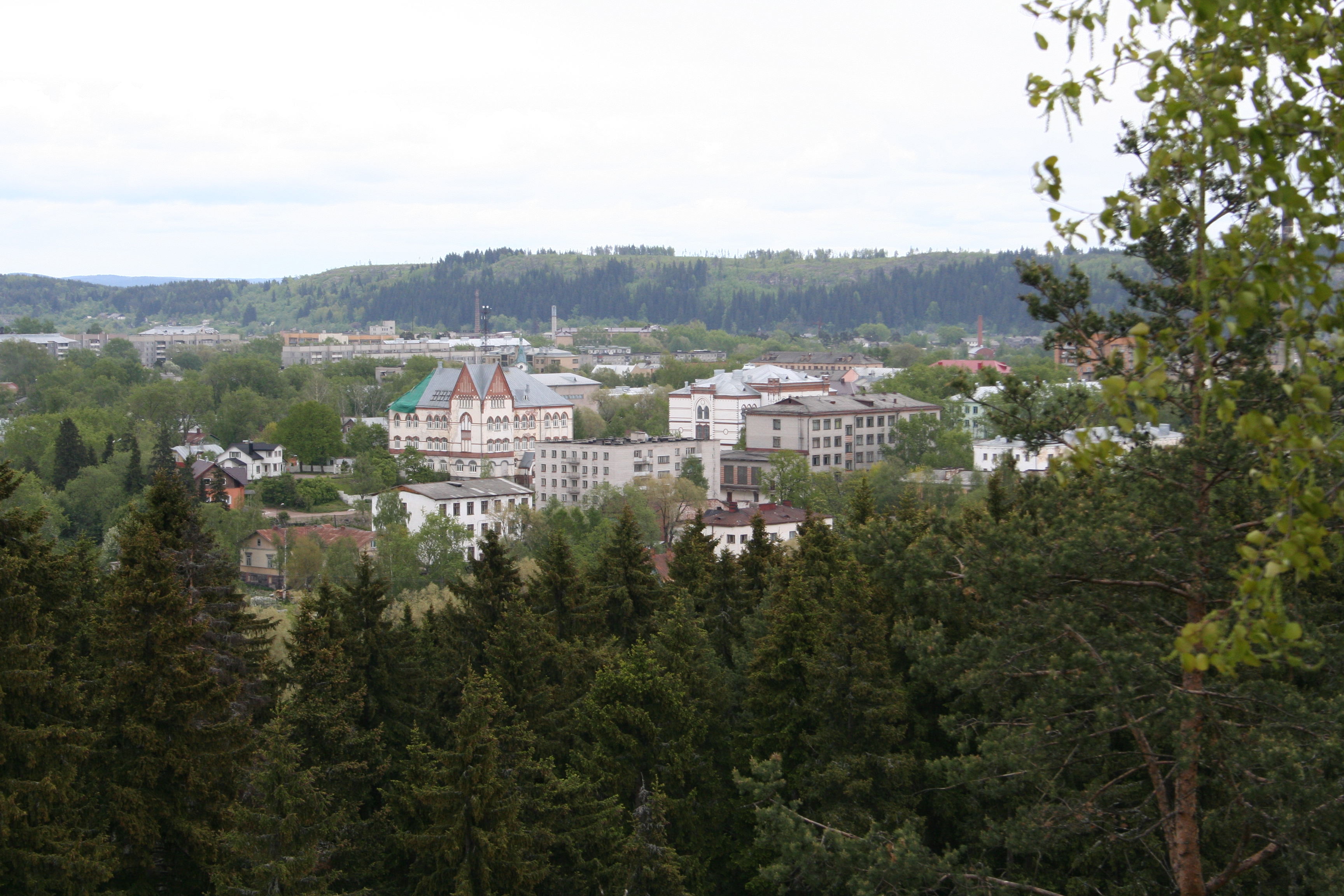
Vista de Sortavala.